# Instituto Tecnológico de Tehuacán
El Instituto Tecnológico de Tehuacán es una institución pública de educación superior ubicada en la ciudad de Tehuacán dentro del estado de Puebla. Pertenece al Tecnológico Nacional de México , organismo desconcentrado de la Secretaría de Educación Pública. 
El Tecnológico Nacional de México está constituido por 266 instituciones, de las cuales 126 son Institutos Tecnológicos federales, 134 Institutos Tecnológicos Descentralizados, cuatro Centros Regionales de Optimización y Desarrollo de Equipo (CRODE), un Centro Interdisciplinario de Investigación y Docencia en Educación Técnica (CIIDET) y un Centro Nacional de Investigación y Desarrollo Tecnológico (CENIDET). En estas instituciones, el TecNM atiende a una población escolar de 521,105 estudiantes en licenciatura y posgrado en todo el territorio nacional, incluida la Ciudad de México.

## Historia
El 1º de octubre de 1975, Inicia labores el Instituto Tecnológico Regional de Tehuacán, en las instalaciones del Centro de Estudios Científicos y Tecnológicos (CECYTE)142, tomando la Dirección el Ing. José Guadalupe Ibarra Martínez, las carreras autorizadas fueron: Licenciatura en Administración de Empresas e Ingeniería Civil en Desarrollo de la Comunidad, sin dejar de atender las carreras técnicas que se impartían.
En mayo de 1976, deja la Dirección en manos del Ing. Álvaro Aguilar Martínez.
En abril de 1977, se nombra director al Ing. Alfonso César León Guevara.
En marzo de 1979, se nombra director al Ing. Juan Ibáñez Olea, en agosto de ese año se ofrecen dos carreras más: Ingeniería Industrial en Control de Calidad e Ingeniería Bioquímica en Alimentos.
En febrero de 1980 toma posesión el Ing. Jesús Jáquez Pérez.
En julio de 1981, llega el Ing. Carlos Fernández Pérez, dando un giro positivo a la Institución, evitando en lo posible los conflictos sindicales y estudiantiles. Durante su gestión se incrementó la carrera de Licenciatura en Contaduría, se construye el edificio 33 y la cancha mixta de basquetbol y voleibol, inicia la liquidación de la carrera de Licenciatura en Administración de Empresas y se construye el edificio 14 (Centro de información).

## Programas Académicos

### Carreras a nivel licenciatura
En el Instituto Tecnológico de Tehuacán se imparten 10 carreras a nivel licenciatura y 3 a nivel posgrado, dichas carreras son:
- Contador Público
- Licenciatura en Administración
- Ingeniería Bioquímica
- Ingeniería Civil
- Ingeniería Electrónica
- Ingeniería Industrial
- Ingeniería Logística
- Ingeniería Mecatrónica
- Ingeniería en Gestión Empresarial
- Ingeniería en Sistemas Computacionales

### Posgrados
- Maestría en Administración
- Maestría en Ingeniería Industrial